# Cave City, Arkansas
Cave City là một thành phố thuộc quận Independence, tiểu bang Arkansas, Hoa Kỳ. Năm 2010, dân số của thành phố này là 1904 người.

## Dân số
- Dân số năm 2000: 1946 người.
- Dân số năm 2010: 1904 người.